# Museo Diocesano de Mallorca
El Museo diocesano de Mallorca (en catalán Museu Diocesà de Mallorca) es un edificio de estilo gótico situado en la ciudad española de Palma de Mallorca, capital de Mallorca (Islas Baleares, España).
Fue inaugurado en 1916 y su contenido ofrece un recorrido histórico sobre el cristianismo de la isla. Además de funcionar como museo donde se exhiben piezas del patrimonio artístico de la iglesia católica mallorquina, consiste en la residencia del obispo de Mallorca. Está dividido en siete secciones, donde se recogen obras de distinta temática como la arqueología, la cerámica moderna, la escultura religiosa, el legado Séguier, obras de arte religioso variado y numismática, obras de pintura gótica y una colección bibliográfica. Entre las obras de su colección destaca la imagen de San Jorge que realizó el pintor de estilo flamenco Pedro Nisart y la obra de Juan de Joanes, pintor valenciano del renacimiento con ejemplos de corte romano y clásicos monumentales.

## Historia
En 1878, el obispo Mateo Jaime, comenzó a formar una colección de piezas artísticas que provenían de diversas iglesias y monasterios, hasta que en 1906, el obispo Pedro Juan Campins, decidió habilitar unas construcciones para crear un museo donde poder mostrar todo lo reunido.